# التصوير بالرنين المغناطيسي في الزمن الحقيقي
يشير التصوير بالرنين المغناطيسي في الزمن الحقيقي إلى المراقبة المستمرة («التصوير») للأجسام المتحركة في الزمن الحقيقي. يعتمد التصوير بالرنين المغناطيسي على مسح الفضاء كيه الذي يستغرق وقتًا طويلًا، لذا كان التصوير في الزمن الحقيقي ممكنًا بجودة منخفضة أو دقة زمنية منخفضة. أُزيلت هذه القيود حديثًا باستخدام خوارزمية إعادة بناء تكرارية: طريقة جديدة للتصوير بالرنين المغناطيسي في الزمن الحقيقي تحقق دقة زمنية من 20 إلى 30 ميلي ثانية للصور بدقة من 1.5 إلى 2.0 مم في نفس المستوي. يفيد التصوير بالرنين المغناطيسي في الزمن الحقيقي بكشف معلومات مهمة عن أمراض المفاصل والقلب. تكون فحوصات التصوير بالرنين المغناطيسي في كثير من الحالات أسهل وأكثر راحة للمرضى.

## التاريخ
1977/1978 - بنى ريموند داماديان أول جهاز للتصوير بالرنين المغناطيسي وأجرى أول فحص بالرنين المغناطيسي لجسم بشري سليم (1977) بقصد تشخيص السرطان. طور بيتر مانسفيلد تقنية التصوير الصدوي المستوي، وأنتج صورًا في ثوان ليصبح أساسًا للتصوير بالرنين المغناطيسي السريع.
1983 - تقديم الفضاء كيه من قبل دي بي تويغ
1987 - تطوير أول تصوير بالرنين المغناطيسي في الوقت الحقيقي للقلب
1997 - تقديم التصوير المتوازي مع مصفوفة ملف موجات الراديو من قبل دي كيه سوديكسون
1999 - تقديم إعادة بناء الصور باستخدام «سينس» من قبل كيه بي بروسمان
2002 - تقديم إعادة بناء الصور باستخدام «غرابا» من قبل مارك غريسولد

## الأساس الفيزيائي

### نظرة عامة
بشكل عام، يعتمد التصوير بالرنين المغناطيسي في الزمن الحقيقي على سلاسل صدى التدرج وأخذ عينات فعالة من فضاء كيه وطرق إعادة بناء سريعة لتسريع عملية الحصول على الصورة. تقدم سلاسل صدى التدرج أوقات صدى أقصر إذ تلزم نبضة موجة راديو واحدة فقط لكل سلسلة. تتطلب ملفات التدرج الحديثة سريعة التبديل أيضًا زيادة معدل الدوران، ما يسمح بإجراء تغييرات أسرع في سلاسل صدى التدرج وتقليل زمن التكرار.

### أخذ العينات من فضاء كيه
يقلل أخذ العينات الفعال من الفضاء كيه من وقت جمع البيانات أيضًا. أصبح المسح مستقيم الخطوط الطريقة القياسية لأخذ عينات الفضاء كيه من أجل التصوير بالرنين المغناطيسي. مع ذلك، تستغرق العملية وقتًا طويلًا نسبيًا لأنها تأخذ عينات بالتساوي من كامل الفضاء كيه. بسبب هذا التأخير، تُستخدم طرق أخذ العينات الأخرى لالتقاط الحركة في الزمن الحقيقي. يُمثل التصوير الصدوي المستوي بصورة واحدة إحدى طرق أخذ العينات السريعة للغاية إذ تُجمع كل البيانات الخاصة بصورة التصوير بالرنين المغناطيسي من نبضة موجة راديو واحدة. من المهم ملاحظة أن طريقة التصوير الصدوي المستوي لا تزال طريقة ديكارتية لأخذ العينات، مثل المسح مستقيم الخطوط، وتأخذ عينات بالتساوي من كامل الفضاء كيه. لا تتطلب طريقة أخذ العينات الحلزونية، مثل التصوير الصدوي المستوي، سوى نبضة موجة راديو واحدة لأخذ عينات من كامل الفضاء كيه. تُستخدم طرق أخذ العينات الشعاعية والحلزونية أيضًا لأخذ عينات من الفضاء كيه بكفاءة، إذ لا تتطلب الطريقة الحلزونية سوى نبضة موجة راديو واحدة لأخذ عينات من فضاء كيه. تُعد طرق أخذ العينات الشعاعية والحلزونية أكثر كفاءة من الطرق الديكارتية لأنها تُفرط في أخذ عينات من الترددات المنخفضة، ما يسمح بالتقاط الحركة العامة وإعادة بناء الصور في الزمن الحقيقي بشكل أفضل. لذا فإن طرق أخذ العينات الشعاعية أو الحلزونية للفضاء كيه هي الآن الطرق المفضلة لإعادة بناء صور التصوير بالرنين المغناطيسي في الزمن الحقيقي.